# Rosularia alpestris
Rosularia alpestris là một loài thực vật có hoa trong họ Crassulaceae. Loài này được (Kar. & Kir.) Boriss. miêu tả khoa học đầu tiên năm 1939.